# خوان كارلوس مكاروني
خوان كارلوس مكاروني (بالإسبانية: Juan Carlos Maccarone)‏ (و. 1940 – 2015 م) هو كاهن كاثوليكي أرجنتيني، ولد في بوينس آيرس، توفي في كلايبول، عن عمر يناهز 75 عاماً.

## مناصب
تولى منصب أسقف.

## التعليم
تعلم في Universidad del Salvador ‏.